# Vedere asupra castelului Het Steen dimineața devreme
Vedere asupra castelului Het Steen dimineața devreme este o pictură peisagistică realizată de Rubens, datând din jurul anului 1565.
Măsoară 131,2 cm x 229,2 cm și se află acum în National Gallery din Londra.
Acest tablou este un exemplu rar al unei lucrări pictate pentru plăcerea artistului, mai degrabă decât pentru o comandă, arată o imagine a proprietății Het Steen lângă Bruxelles, pe care a dobândit-o în 1635, plasată într-un peisaj de toamnă devreme. Inițial intenționase să realizeze o pictură mult mai mică, concentrându-se asupra casei, folosind trei panouri mici de stejar, probabil piese de schimb din atelierul său - dar după cum s-a dezvoltat conceptul, s-au adăugat alte șaptesprezece panouri.
A influențat artiști, incluzându-i pe John Constable, în timpul perioadei în care lucra pentru Sir George Beaumont, care era proprietarul picturii și ulterior a donat-o National Gallery în 1823.
Pictura prezintă prima imagine convingătoare a cerului macrou.